# NTT數據

NTT數據（日语：株式会社エヌ・ティ・ティ・データ，NTTデータ，東證1部：9613）是日本的一家從事數據通信和系統構築業務的企業，也是日本電信電話（NTT）的子公司，是NTT集團的主要5家公司之一，在日本國內外擁有超過300家子公司。該公司於1995年在東京證券交易所上市。

## 外部連結
- NTTデータ （页面存档备份，存于）
- NTTデータ 広報部的X（前Twitter）
- NTT DATA Japan（NTTデータ）的Facebook專頁
- YouTube上的NTTDATA PR頻道